# George Back
George Back (Stockport, Cheshire, 6 de noviembre de 1796 - Londres, 23 de junio de 1878) fue un oficial naval, naturalista, artista y explorador británico,  recordado por haber participado en importantes expediciones de exploración en el Ártico de Canadá: expedición Coppermine (1819-1822), expedición Río Mackenzie (1824-1826), expedición del río Back (1833-1835) y expedición del estrecho Frozen (1836-1837).

## Biografía
George Back nació en Stockport. Siendo aún joven, en 1808 se enroló como voluntario en la fragata HMS Arethusa y tomó parte en la destrucción de las baterías en la costa española. En el año siguiente, participó en combates en el golfo de Vizcaya, hasta que fue capturado por los franceses. Permaneció prisionero en Verdun durante cinco años, hasta la paz de principios de 1814 y regresó a Inglaterra en mayo. Durante su cautiverio, Back practicó sus dotes como dibujante, que más tarde, aplicaría en las notas de sus viajes a través del Ártico. 
Tras su liberación, Back sirvió en el HMS Akbar y en el HMS Bulwark como aprendiz de oficial.

## Primeras expediciones al Ártico
En 1818 Back decidió apuntarse como voluntario a las órdenes de John Franklin en su primera expedición al Ártico. Back finalmente acompañó a Franklin en sus dos expediciones por tierra de reconocimiento de la costa norte de Canadá, primero en la conocida como expedición Coppermine de 1819-1822 —en la que fue responsable de la topografía y la cartografía—  y luego en una expedición similar por el río MacKenzie en 1824-1826, durante la cual fue promocionado. En ese periodo fue ascendido a teniente primero (1 de enero de 1821) y luego a comandante (30 de diciembre de 1825). Al final de esta expedición, Franklin, Back y John Richardson (un naturalista) habían estudiado desde tierra casi la mitad de la longitud de la costa norteamericana, desde la península de Kent hasta la bahía Prudhoe, en Alaska. La perspectiva de completar el reconocimiento de la costa norte —desde la península de Kent a la península de Melville— era uno de los objetivos que Back acarició durante muchos años y la razón que le llevó a una nueva expedición en 1833-1835, y el único objeto de su fracasada expedición de 1836-1837.

### La expedición del río Back de 1833-1835
A falta de designación de un barco Back estuvo desempleado, en la lista de media paga, desde 1827 hasta 1833, cuando fue nombrado para comandar una expedición de búsqueda de sir John Ross, que llevaba desaparecido en el Ártico desde 1829. Cuando ya había llegado a las costas de Norteamérica, en mayo de 1834, a Back le llegaron noticias de que Ross estaba de regreso a salvo en Inglaterra tras haber invernado cuatro temporadas, por lo que decidió realizar una misión exploratoria y completar el reconocimiento de la costa y explorar el largo curso (de casi 1000 km) del río Great Fish, que después fue bautizado  en su honor como río Back.
Su libro sobre este viaje, Narrative of the Arctic Land Expedition apareció en 1836 y Richard King, que era el naturalista y cirujano del barco, contribuyó con apéndices sobre meteorología y botánica. King también escribió su propia narración  en dos volúmenes de la expedición.

### La expedición del estrecho Frozen de 1836-1837

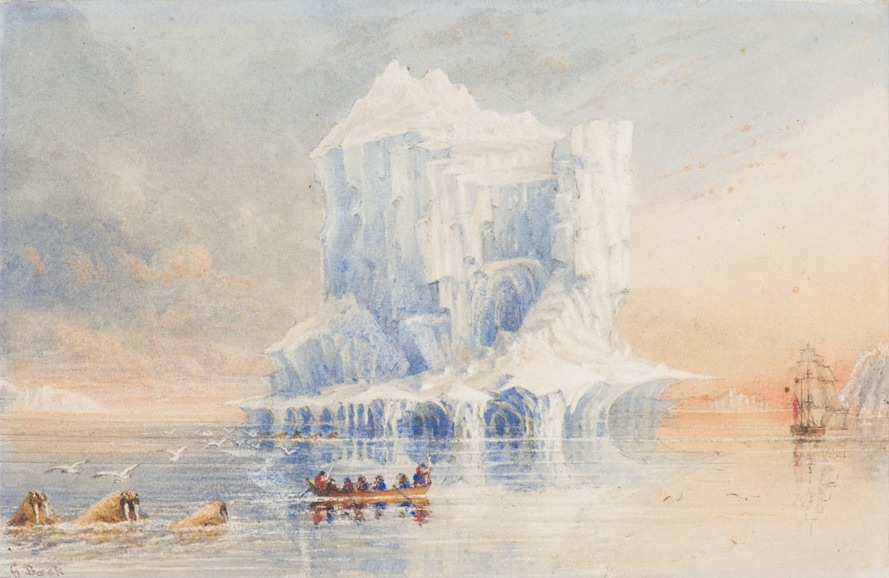
HMS Terror (derecha) anclado cerca de un iceberg aguas afuera de la isla de Baffin, pintado por Back. Tres morsas están a la izquierda.

El 30 de septiembre de 1835 Back fue ascendido a capitán  por orden del Consejo —un honor muy raro— y en 1836 se le asignó el mando del HMS Terror para dirigir una nueva expedición ártica para cartografiar la aún casi desconocida parte septentrional de la bahía de Hudson, con el fin de entrar en la bahía Repulse, donde iban a ser enviadas partidas por tierra para cruzar la península Melville y explorar la costa opuesta, la occidental, y determinar si la península Boothia era una isla o una península. Sin embargo, el HMS Terror  no logró alcanzar la bahía Repulse y quedó atrapado por el hielo en el estrecho Frozen, en la parte norte de la isla Southampton, durante 10 meses y en un momento la presión del hielo le empujó a menos de 40 pies de un acantilado. En la primavera de 1837, un encuentro con un iceberg dañó aún más el buque, y cuando logró liberarse en julio, debió de regresar, llegando casi en estado de naufragio cuando arribó a la costa irlandesa, en Lough Swilly, el 3 de septiembre. 

### Retiro de la Royal Navy

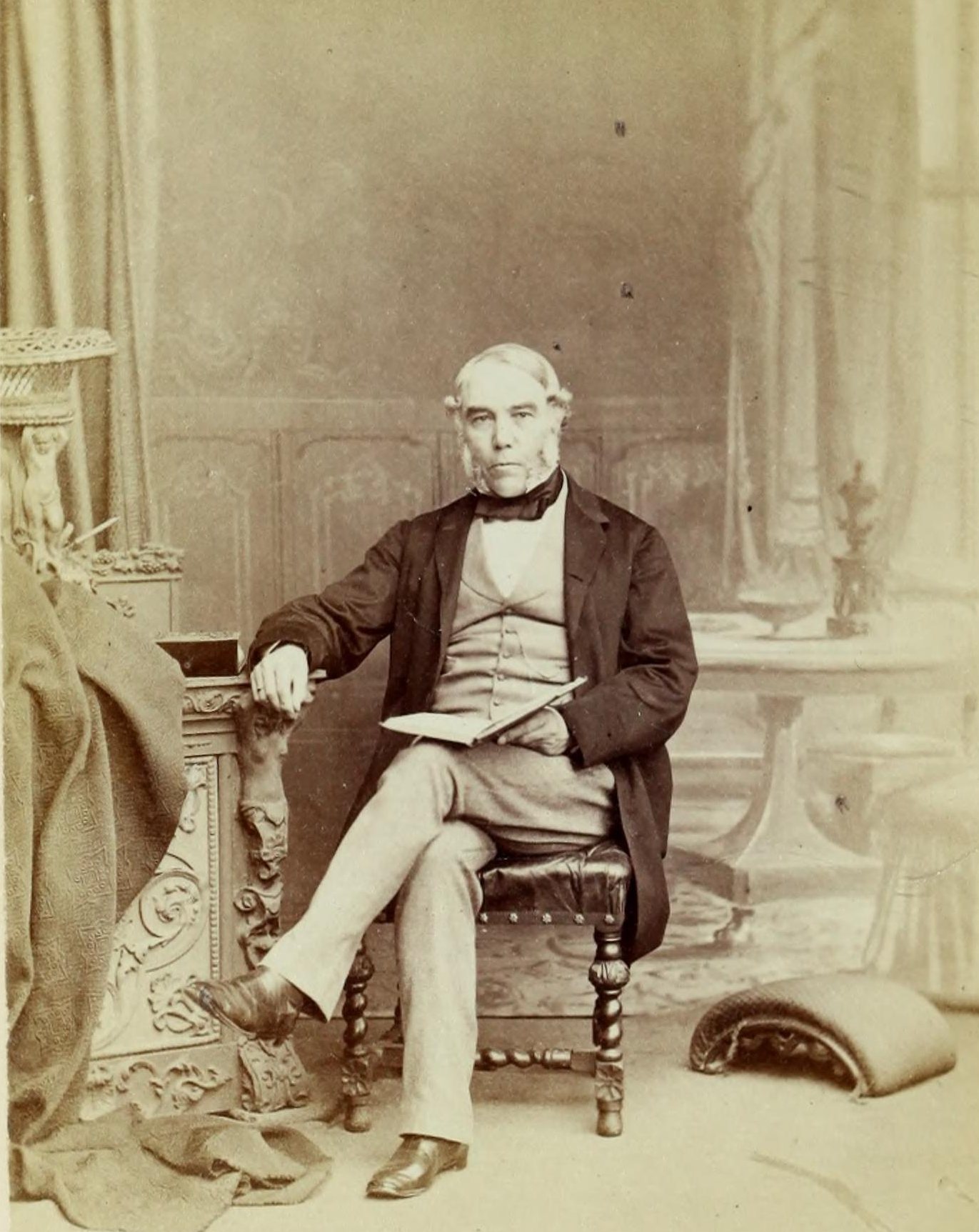

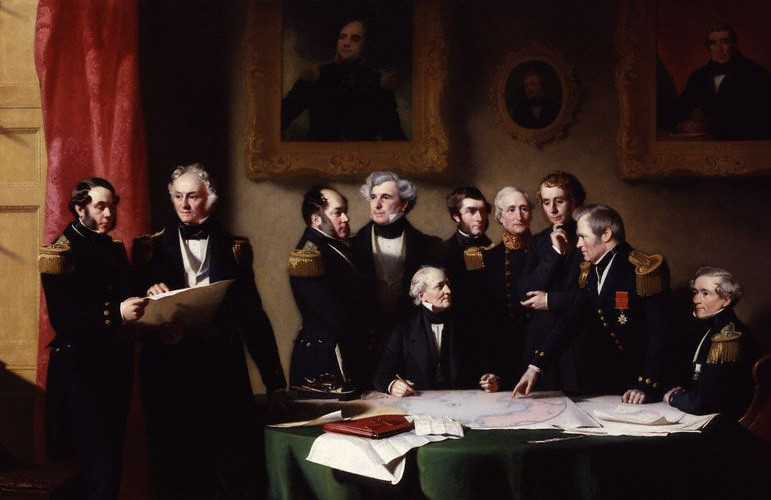
The Arctic Council planning a search for Sir John Franklin (obra de Stephen Pearce, 1851). De izqda. a dcha.: sir George Back (1796-1878), sir William Edward Parry (1790-1855), Edward Joseph Bird (1799-1881), sir James Clark Ross (1800-1862), sir Francis Beaufort (1774-1857), John Barrow (1764-1848), sir Edward Sabine (1788-1883), William Baillie-Hamilton (1803-1881), sir John Richardson (1787-1865), Frederick William Beechey (1796-1856)

La mala salud causó el retiro de Back del servicio activo. Fue nombrado caballero (Knight Bachelor) el 18 de marzo de 1839 y mantuvo siempre su interés por la exploración del Ártico. Fue asesor del Almirantazgo durante la búsqueda de la expedición perdida de Franklin y luego fue nombrado vicepresidente de la Royal Geographical Society, después de haber recibido su medalla de oro y plata. Aunque nominalmente retirado, Back permaneció en la Lista del Almirantazgo y, basándose en la antigüedad, fue ascendido a vicealmirante el 24 de septiembre de 1863 y, finalmente, a almirante el 18 de octubre de 1876.
A pesar de la alta consideración de que gozaba en Gran Bretaña y de los muchos honores que recibió, Back tenía un historial de manía y desconfianza con las muchas de las personas que trabajaron con él en el Áártico, comerciantes y exploradores, entre ellos el propio Franklin. Fue criticado en diversas ocasiones por su rudeza y por ser un líder débil, egoísta, sicofántico y pendenciero. Sin embargo, a lo largo de su vida posterior se ganó una buena reputación de dandi y mujeriego. En 1846, se casó con la viuda de Anthony Hammond.

## Back como artista

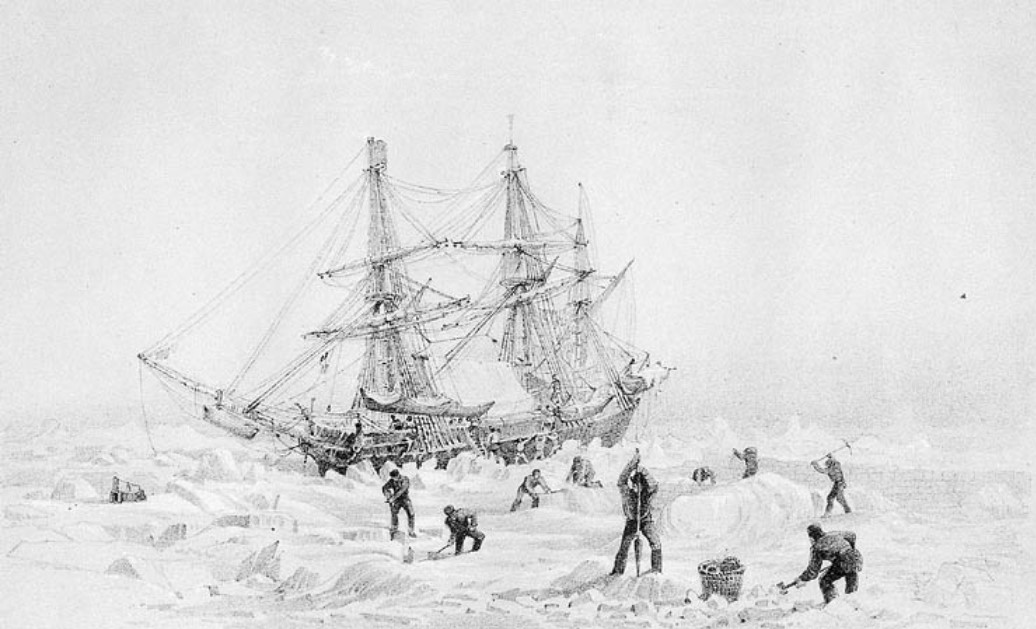
El HMS Terror, en un dibujo de Back

George Back fue un artista consumado. Una acuarela de un iceberg, que se cree para haber sido pintada por Back después de su expedición de 1836-37, se vendió en una subasta el 13 de septiembre de 2011 por 59.600 dólares, a pesar de no estar firmada y fechada. Los expertos de la prestigiosa casa de subastas de Londres, Bonhams, acreditaron la autoría de la acuarela, diciendo que había sido regalada por Back a su sobrina Katherine Pares, siguiendo desde entonces en poder de su familia. La casa de subastas opinó que la escena alrededor del gigantesco iceberg parecía coincidir con una descripción de Back en Narrative of an Expedition in H.M.S. Terror (1838), cuando estaba en el estrecho de Davis (entre Canadá y Groenlandia) que dice: «por la tarde (del 29 de julio de 1836), cuando el tiempo mejoró... observamos un enorme iceberg, cuya cara perpendicular no tenía menos de 300 metros de altura... ».

### Obras
Algunas obras destacadas de los primeros años de Back son el dibujo HMS Terror Thrown Up By Ice (1813),  A Pound Buffalo (1823), que más tarde sería vuelta a trabajar en un grabado, y la acuarela Winter View of Fort Franklin (1825-26).

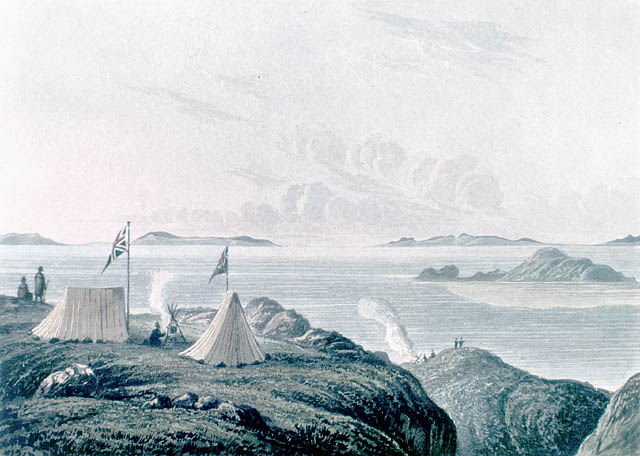
Coppermine mouth (1821), de George Back
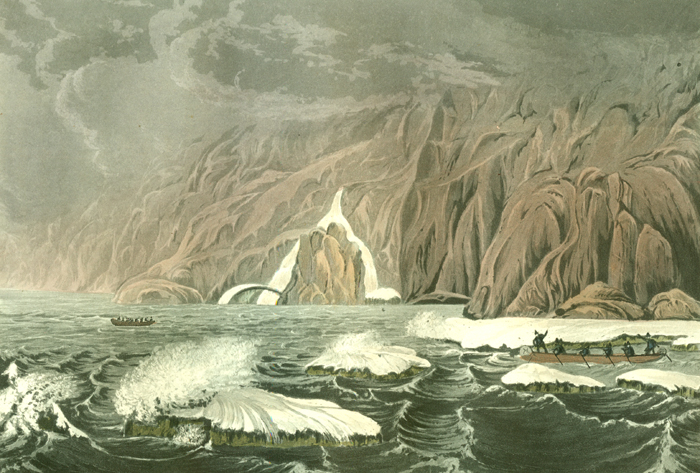
Expedition Doubling Cape Barrow (1821), de George Back
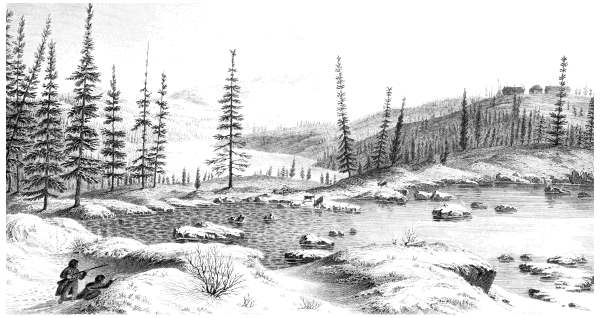
Fort Enterprise, de George Back
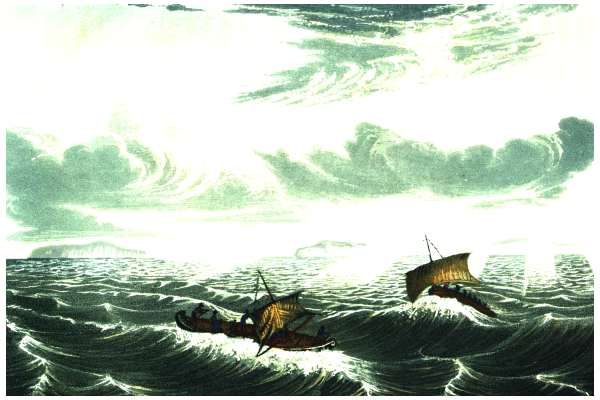
Franklin's canoes in gale, de George Back
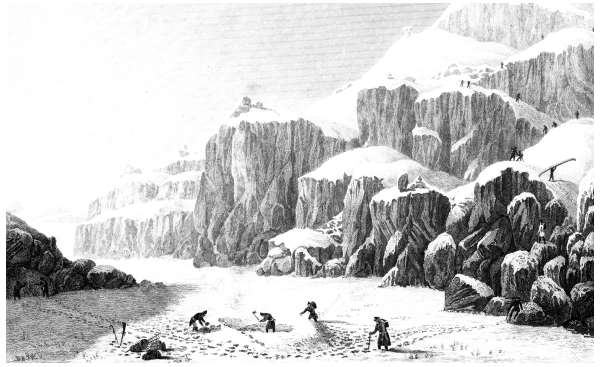
Preparing an Encampment on the Barren Grounds, de George Back
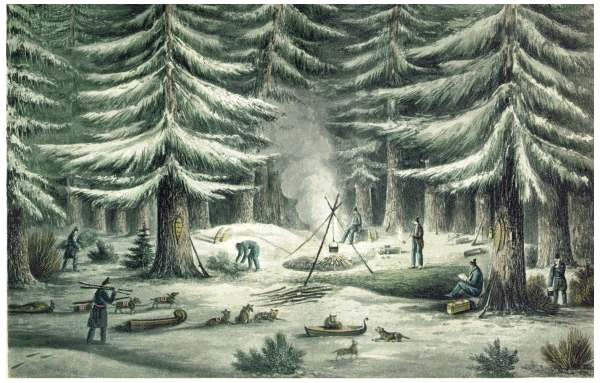
Resting Place in Winter, de George Back